# Гай Вибий Руфин
Гай Ви́бий Руфи́н (лат. Gaius Vibius Rufinus; умер после 46 года) — древнеримский военный и политический деятель из знатного плебейского рода Вибиев, консул-суффект в 21 или 22 году.

## Биография
Родной отец Руфина происходил из этрусского города Тускул и занимал должность консула-суффекта в 16 году. Известно также, что матерью Руфина являлась некая Публилия, о которой, впрочем, сохранившиеся источники ничего не сообщают.
В молодости, в эпоху правления императора Тиберия, Руфин служил на рейнской и дунайской границах. В 21 или 22 году он, как немногим ранее и его отец, занимал должность консула-суффекта. В 36/37 Руфин находился на посту проконсула провинции Азия. С 41/42 по 46/47 год он был легатом-пропретором Верхней Германии.